# Ngu Trung
Ngu Trung (tiếng Trung: 虞忠; bính âm: Yu Zhong; ? - 280), tự Thế Phương (世方), là tướng lĩnh Đông Ngô thời Tam Quốc trong lịch sử Trung Quốc.

## Cuộc đời
Ngu Trung quê ở huyện Dư Diêu, quận Cối Kê, Dương Châu, là con trai thứ năm của danh thần Ngu Phiên.
Ngu Trung sinh ra ở Phiên Ngung, có cái tài của Bá Nhạc, phát hiện và rèn giũa tài văn chương của Lục Cơ. Trung nhận định rằng Cơ tương lai sẽ thỏa được chí lớn, trở thành văn sĩ trứ danh.
Ngu Trung làm quan tới chức thái thú Nghi Đô. Năm 280, quân Tấn tiến công Tây Lăng, anh em tì tướng quân Lục Yến, thủy quân đô đốc Lục Cảnh tử trận, Trấn nam tướng quân Lưu Hiến, Chinh nam tướng quân Thành Cứ bị bắt làm tù binh. Khi quân Tấn công thành, Ngu Trung thà chết chứ kiên quyết không đầu hàng.
Thành phá, Ngu Trung tử trận. Có giả thuyết cho rằng Trung tự sát sau khi thành trì thất thủ hoặc bị bắt rồi hành quyết.

## Gia đình
Thê thiếp:
- Tôn thị (孫氏; 240 - 334), vợ Ngu Trung, cháu gái Tôn Quyền.

Con trai:
- Ngu Đàm (虞潭), danh tướng Đông Tấn.

## Trong văn hóa
Ngu Trung không xuất hiện trong tiểu thuyết Tam quốc diễn nghĩa của La Quán Trung.